# Gaston Browne
Gaston Alfonso Browne (n. 9 februarie 1967, Potters Village⁠(d), Antigua și Barbuda) este prim-ministrul statului Antigua și Barbuda din 2014. Înainte de a intra în politică, a fost bancher și om de afaceri.

## Viața timpurie
Browne s-a născut la 9 februarie 1967, în zona Villa/Point în Antigua și Barbuda. Viața lui de adolescent a fost extrem de dură. În copilărie, a trăit în Ferma lui Gray împreună cu străbunica sa paternă, care avea la acel moment optzeci de ani, era parțial oarbă, săracă și îmbătrânită. După moartea ei, Browne a crescut în Point, o altă zonă săracă.

## Educația
În copilărie, a urmat Școala Primară Villa și mai târziu Școala Prințesa Margaret după ce a trecut cu succes examenul comun de admitere al națiunii. După absolvirea învățământului secundar, Gaston a urmat City Banking College din Regatul Unit, unde a absolvit, licențiat fiind în domeniul bancar și financiar. Mai târziu, a urmat cursurile Universitatea din Manchester, obținând un MBA în Finanțe.

## Prim-ministru
Gaston Browne a condus Partidul Muncii din Antigua (PMA) la victoria în alegerile generale din 12 iunie 2014, după 10 ani de opoziție, câștigând 14 din cele 17 locuri disponibile. Browne a depus jurământul în funcția de prim-ministru la 13 iunie 2014. El l-a învins pe Baldwin Spencer care a condus Partidului Progresist Unit timp de 10 ani. Browne deține funcția suplimentară de ministru al finanțelor.